# Джимонди, Феличе
Феличе Джимонди (итал. Felice Gimondi; 29 сентября 1942, Седрина, Королевство Италия — 16 августа 2019[…], Джардини-Наксос, Сицилия[…]) — итальянский шоссейный велогонщик, универсал, второй (1968) из шести победителей всех гранд-туров. Джимонди, выигравший в своём дебютном сезоне Тур де Франс, уже через три года в 25-летнем возрасте стал вторым после Жака Анкетиля обладателем «большого шлема». Однако временные рамки карьеры итальянца наложились на период «каннибализма» Эдди Меркса, и очное противостояние с ним отняло у Феличе значительное количество возможных побед.

## Карьера
В последний сезон своей любительской карьеры (1964 год) Джимонди выиграл Тур де л'Авенир, захватив лидерство на первом же этапе. Перед следующим сезоном он подписал контракт с командой Salvarani, где добился главных успехов в карьере. Дебютанта взяли на Джиро д’Италия в качестве помощника Витторио Адорни. Адорни одержал победу с внушительным преимуществом, а Феличе сумел стать третьим.
Тур де Франс того сезона пропускал победитель последних четырёх гонок Жак Анкетиль, а потому Адорни собирался составить конкуренцию «вечно второму» Раймону Пулидору. Джимонди попал в стартовый список, заменив заболевшего партнёра. На третьем этапе ему удалось отобраться в отрыв, затяжной спурт из которого принёс ему победу и жёлтую майку лидера. Однако командное лидерство Адорни не оспаривалось, и, когда на 7-м этапе капитан упал, Феличе дождался его и потерял лидерство. Адорни сошёл на 9-м, первом горном, этапе, и тогда же Джимонди смог атаковать. Он приехал на финиш в осколке отрыва вместе с Пулидором и снова захватил лидерство. Француз объявил, что будет атаковать на 14-м этапе до Мон-Венту, во второй раз в истории вошедшей в маршрут Тур де Франс. Он одержал победу, но Феличе минимизировал потери и сохранил жёлтую майку. Ожидалось, что Пулидор сможет отыграть оставшиеся 49 секунд в горной разделке 18-го этапа, однако Джимонди одержал там сенсационную победу. На заключительном этапе итальянец добился ещё одной победы в разделке и поднялся на подиум в ранге победителя общего зачёта.
В следующем сезоне Джимонди доказал свою состоятельность и в классиках, победив на Париж — Рубе и Джиро ди Ломбардия. Защищать французский титул он не поехал, так как главной гонкой для итальянских команд была Джиро д’Италия. Феличе участвовал в ней каждый сезон до завершения карьеры и трижды одерживал победы, впервые — в 1967 году. В следующем сезоне он одержал победу в последней супермногодневке — Вуэльте Испании, на которой не стартовал ни до, ни после. В сентябре того же года Джимонди получил психологический удар, проиграв разделку и общий зачёт Вуэльты Каталонии Эдди Мерксу. Итальянец понял, что не может на равных бороться с бельгийцем и должен сделать упор на тактическую сторону гонки. В 1969 году Джимонди снова выиграл Джиро, однако на дебютном для Меркса Туре стал лишь 4-м, проиграв бельгийцу полчаса. Много раз только Меркс опережал Феличе в важнейших гонках, так произошло на Тур де Франс 1972, Джиро д’Италия 1970 и 1973, чемпионате мира 1971, Милан — Сан-Ремо 1969.
Перед сезоном 1973 Джимонди в первый и последний раз сменил команду, перейдя в Bianchi. Осенью ему удалось стать чемпионом мира, когда на финише Меркс «встал», а затем опередить Роже де Вламинка на Джиро ди Ломбардия. Через полгода Джимонди наконец победил из отрыва на второй итальянской классике, Милан — Сан-Ремо. В 1976 году Джимонди в последний раз добился громкой победы, всего на 19 секунд опередив Йохана де Мёйнка на Джиро д’Италия. В 1978 году Феличе, как и Меркс, завершил карьеру, после чего продолжил работать с производителем велосипедов Bianchi.
Вечному противостоянию Джимонди и Меркса была посвящена песня в исполнении Энрико Руджери — «Gimondi e Il cannibale» (Джимонди и Каннибал (прозвище Меркса)).

## Победы
- Тур де Франс (1965) + 7 этапов
- Джиро д’Италия (1967, 1969, 1976) + 6 этапов
- Вуэльта Испании (1968) + 1 этап
- Чемпионат мира (1973)
- Париж — Рубе (1966)
- Джиро ди Ломбардия (1966, 1973)
- Милан — Сан-Ремо (1974)
- Чемпионат Италии (1968, 1972)
- Тур Романдии (1969)
- Вуэльта Каталонии (1972)
- Париж — Брюссель (1966, 1976)
- Гран-при Наций (1967, 1968)
- Джиро дель Пьемонт (1971)
- Гран-при Валлонии (1971)
- Тур де л'Авенир (1964)
- Кубок Уго Агостони (1966, 1974)
- Коппа Плаччи (1966)
- Джиро дель Лацио (1967)
- Гран Премио ди Лугано (1967)
- Джиро делла Романья (1968 = чемпионат Италии)
- Критериум де Ас (1968)
- Джиро дель Аппеннино (1969, 1972 = чемпионат Италии)
- Трофео Маттеотти (1970)
- Коппа Бернокки (1973)

## Гран-туры и чемпионаты мира
|                 | 1965 | 1966 | 1967 | 1968 | 1969 | 1970 | 1971 | 1972 | 1973 | 1974 | 1975 | 1976 | 1977 | 1978 |
| --------------- | ---- | ---- | ---- | ---- | ---- | ---- | ---- | ---- | ---- | ---- | ---- | ---- | ---- | ---- |
| Джиро д’Италия  | 3    | 5    | 1    | 3    | 1    | 2    | 7    | 8    | 2    | 3    | 3    | 1    | 15   | 11   |
| Тур де Франс    | 1    | -    | 7    | -    | 4    | -    | -    | 2    | -    | -    | 6    | -    | -    | -    |
| Вуэльта Испании | -    | -    | -    | 1    | -    | -    | -    | -    | -    | -    | -    | -    | -    | -    |
| Чемпионат мира  | -    | 11   | 29   | 6    | -    | 3    | 2    | 10   | 1    | -    | 16   | 7    | 11   | -    |